# Mluvii
Firma Mluvii byla založena v roce 2005 pod názvem iCord, změna názvu proběhla po vstupu investora Bolt Start Up Development v roce 2017. Produkovala software pro velké firmy na komunikaci se zákazníky (klientský servis) ve formě webové aplikace. Hlavní funkce jsou psaný chat, videochat, virtuální call centrum, sdílení dokumentů a obrazovky, analýza a reporting atd.